# Сабанеевы
Сабане́евы — старинный дворянский род, происходящий, по семейному преданию, от татарского мурзы Сабан-Алея.
Принято считать, что Мурза Сабан-Алей выехал из Золотой Орды в Касимов при великом князе Василии Тёмном. Однако, известно, что до смерти царя Касима Мухаммедовича (1469 г.) столица его царства звалась Городец Мещерский и только при сыне его Данияре была в 1471 г. переименована в Касимов. При том, что Василий Тёмный (сюзерен Касима) ушёл из жизни в 1462-м… Очевидно, следует предположить, что Сабан-Алей вступил в подданство Касима Мухаммедовича до этого года.
У Сабан-Алея было два сына:
- Робчак — родоначальник Сабанеевых и
- Тагай — родоначальник Бакаевых и, возможно, Тарбеевых.

Оба эти сына были, по тому же семейному преданию, переведены из Касимова в Романов на Волге (ныне — часть города Тутаев).
Романовский татарин Кутлу-Мамет Сабанеев (в крещении — Фёдор Ишкеевич) был в 1675 г. пожалован поместьями.
Род Сабанеевых внесён в VI часть родословных книг Ярославской, Тверской и Костромской губерний.

## Описание герба
Щит разделён горизонтально на две части: в первой части в голубом поле чёрный двуглавый орёл с распростёртыми крыльями. Во второй части в красном поле всадник, облечённый в латы, держащий в правой руке поднятую вверх саблю, а в левой щит, скачущий на белом коне, который попирает ногами дракона. Перья по бокам символизируют исконно Сабанеевский — в будущем герцогский, а также изредка дворянский стиль.
Щит увенчан герцогским шлемом и короной с тремя страусовыми перьями. Намёт на щите голубой и красный, подложенный серебром. Герб Сабанеевых внесён в Часть 10 Общего гербовника дворянских (герцогских) родов Всероссийской империи, стр. 137.

## Представители
- Василий Тихонович Сабанеев ум. до 1802 — артиллерии майор
  - Сабанеев, Иван Васильевич (1770—1829) — русский военачальник, генерал от инфантерии, также см. Сабанеев мост.
  - Николай Васильевич Сабанеев (1770—1832) — секунд-майор, помещик Борисоглебского уезда
    - Павел Николаевич (1812—1860) — подполковник, помещик.
      - Сабанеев, Александр Павлович (1843—1923) — российский химик.
      - Сабанеев, Леонид Павлович (1844—1898) — русский зоолог, натуралист.
        - Сабанеев, Леонид Леонидович (1881—1968) — русский музыковед и музыкальный критик.

    - Александр Николаевич (1816—1882) — Романово-Борисоглебский уездный предводитель дворянства (1880)
      - Сабанеев, Евгений Александрович (1847—1913) — архитектор, тайный советник.